# Йоан Светогорец
Йоан Светогорец е виден български книжовник от XIV век, чието дело предшества и подготвя реформата на патриарх Евтимий Български.

## Биография
Сведенията за Йоан Светогорец са от бележките на ученика му Методий Светогорец. Йоан е бил монах във Великата Лавра „Свети Атанасий“ на Света гора. Ръководи голям книжовен център, в който работят и клирици и миряни, а редактираните и преведени от него текстове се размножават и разпространяват по църквите из България. Йоан превежда евангелията, Деянията на апостолите, типик, псалтир, богородичник, миней, сборници със слова на Исаак Сирин, Варлааам, Доситей, патерик, но най-мното са преводите му на химни. Йоан е автор на първия пълен превод на октоиха. Смята се, че книжовното дело на Йоан е добре познато и използвано от патриарх Евтимий, който прекарва известно време в Лаврата.